# Публічна бібліотека
Публічна бібліотека — культурно-освітній заклад, основний елемент бібліотечної системи, що об'єднує мережу загальнодоступних бібліотек країни, що мають широкий діапазон ресурсів і послуг для населення в цілому і, таким чином, відрізняються від усіх інших бібліотек.
Стаття 6 Закону України «Про бібліотеки і бібліотечну справу» виділяє публічні бібліотеки в окремий самостійний їх вид з-поміж інших категорій книгозбірень.

## Особливості публічних бібліотек
Окрім традиційних функцій зі збирання, систематизації, каталогізації та організації використання друкованих, рукописних та електронних інформаційних ресурсів, публічні бібліотеки мають певні відмітні риси та особливості. Вони призначені для задоволення освітніх, інформаційних, культурних, комунікативних та інших потреб різних категорій читачів.

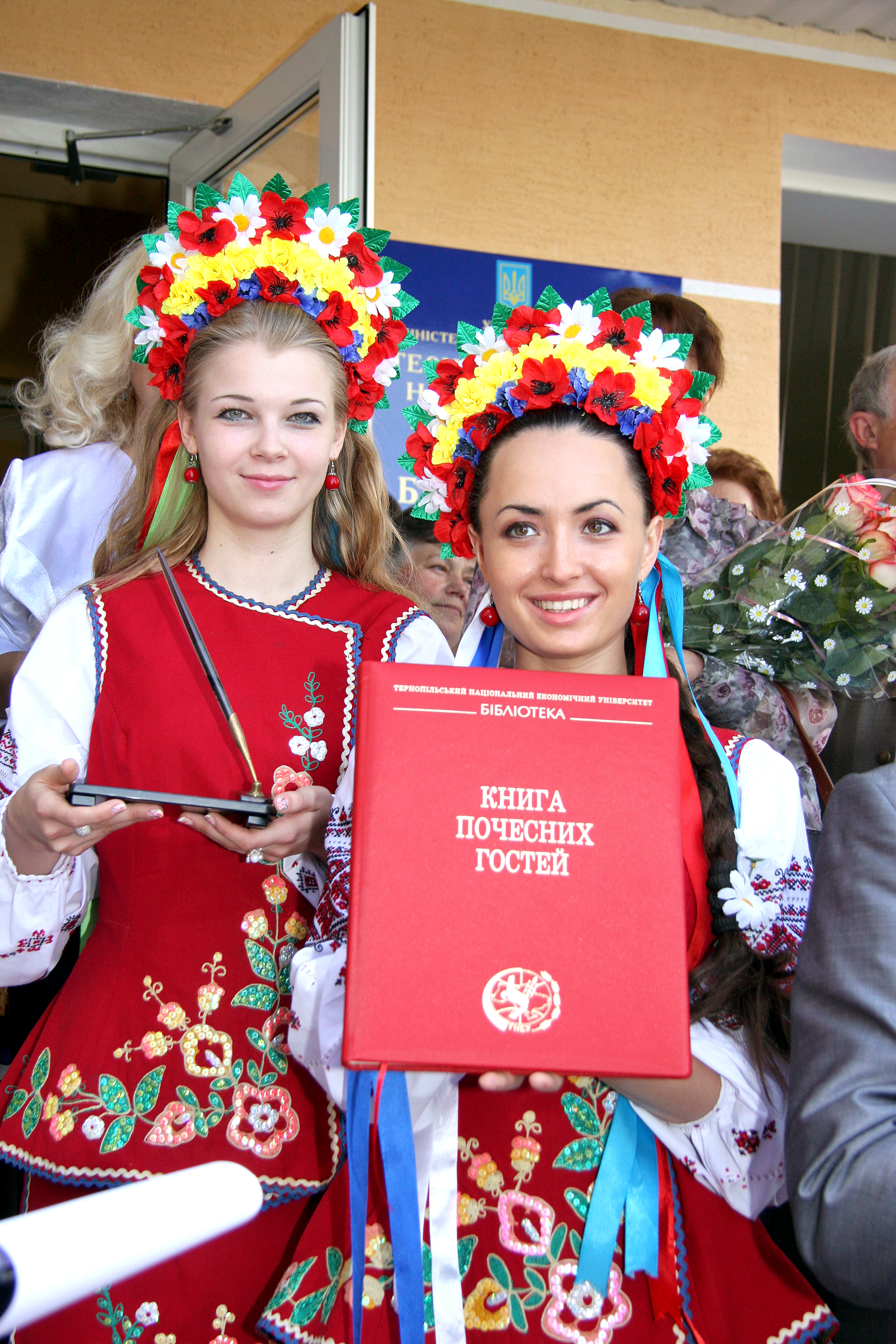
Важкі часи — величні перемоги. Відкриття нового приміщення бібліотеки

Сучасні публічні бібліотеки покликані виконувати функцію громадянської соціологізації населення і проявляти себе у царині формування суспільства вільних людей шляхом передачі інформації, засвоєння знань, формування умінь та практичних навичок. Публічна бібліотека є регіональним освітнім та культурним інститутом, осередком активних комунікацій різних категорій читачів і відвідувачів. Чи не найбільшим «плюсом» сучасних публічних бібліотек, як свідчать де-які дослідження, є те, що вони залишаються чи не єдиним місцем безоплатного доступу до Internet та інших власних ексклюзивних (галузевих, регіональних) інформаційних ресурсів.
Цікаво, що сьогодні чимало публічних бібліотек, шукаючи ефективні способи власної актуалізації, розміщують інформацію про себе у Вікіпедії, реєструють аккаунти та створюють блоги в соціальних мережах (twitter, facebook тощо).

### Завдання сучасної публічної бібліотеки

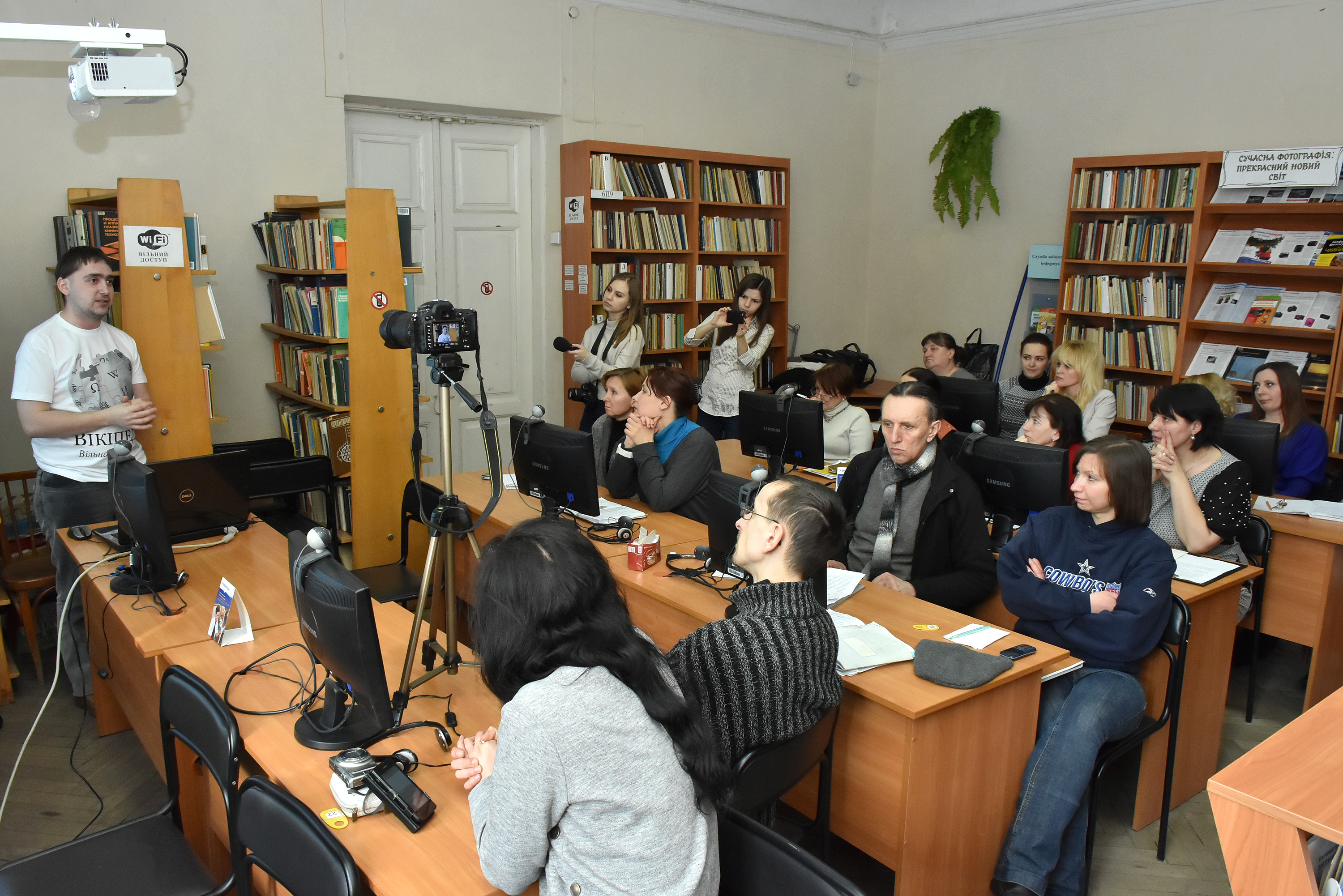
Вікізустрічі в бібліотеці

- розвиток та організація бібліотечно-інформаційних ресурсів для підтримки науки, досліджень, культури та освіти;
- формування у користувачів знань і навичок, необхідних для пошуку інформації, її оцінювання, зберігання та опрацювання;
- популяризація інтелектуального поступу та підвищення культурного престижу читання, розширення читацької аудиторії;
- організація і згуртування людей різного віку і соціального статусу;
- соціальна адаптація дітей і молоді;
- зміцнення родинних стосунків.

### Сучасні форми роботи публічних бібліотек

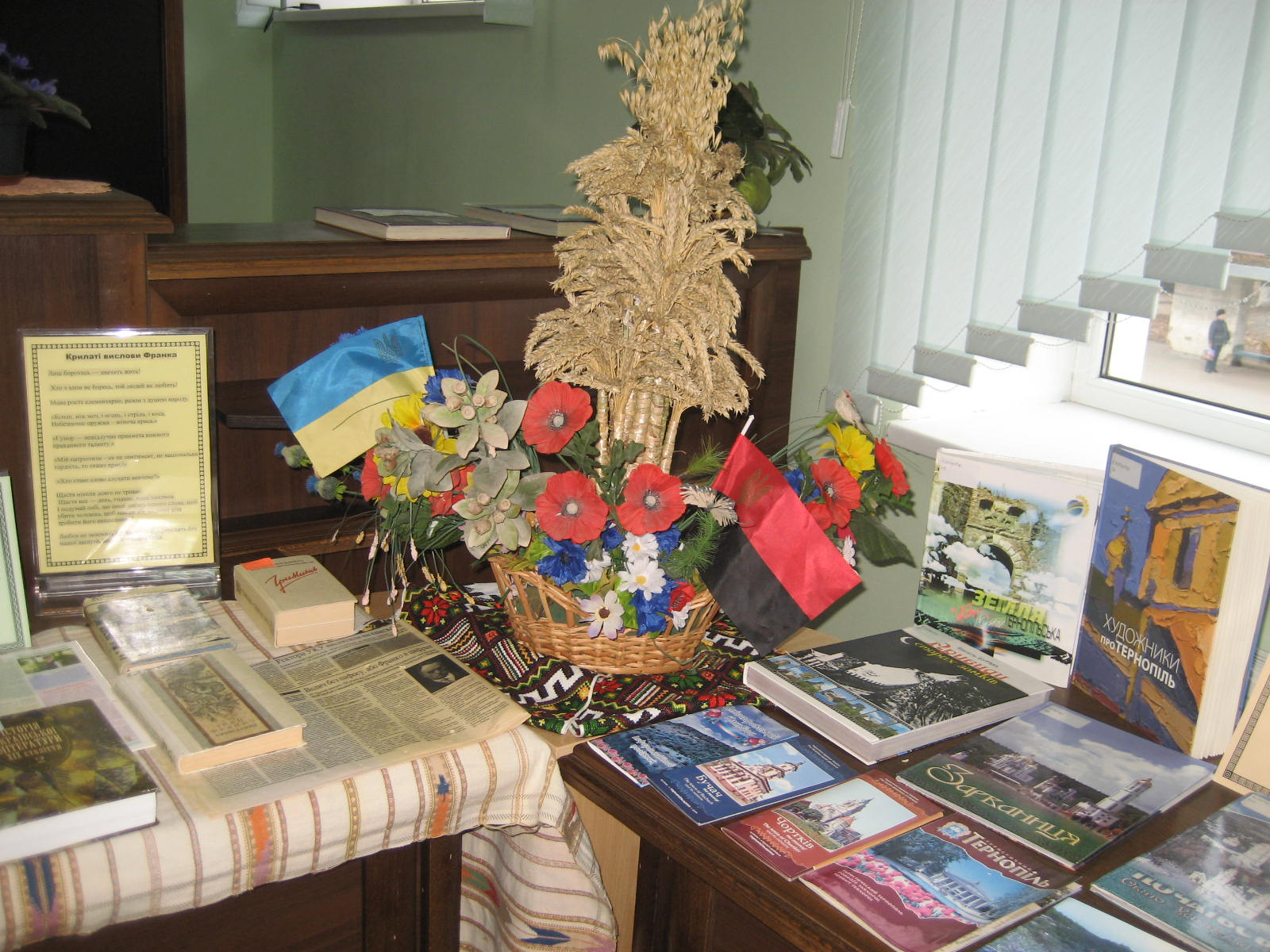
Книжкова виставка

- проведення Інтернет-тренінгів (курсів, семінарів);
- організація дозвілля різних категорій потенційних відвідувачів;
- розробка та ефективна організація роботи власних вебсторінок;
- формування власних цифрових баз та унікальних колекцій;
- організація ресурсів і фондів «під інтерес» різних цільових груп потенційних користувачів;
- організація клубної роботи;
- проведення публічних культурно-масових, краєзнавчих, літературно-мистецьких заходів заходів (літературних читань, вебінарів, зустрічей, вебліографічних екскурсів, фотовиставок, вернісажів тощо);
- видання бібліографічних та біобібліографічних покажчиків, вебліографічних повнотекстових дайджестів, бюлетенів;
- участь у транскордонних міжбібліотечних партнерських проектах та грантових програмах.

## Публічні бібліотеки України
Закон України «Про бібліотеки і бібліотечну справу» виділяє такі різновидності спеціалізованих публічних бібліотек:
- для дітей;
- для юнацтва;
- для осіб з фізичними вадами.

Публічні, спеціальні та спеціалізовані бібліотеки можуть об'єднуватися у централізовані бібліотечні системи — об'єднання бібліотек в єдине структурно-цілісне утворення, куди входить центральна бібліотека.
Найбільші публічні бібліотеки України:
- Національна бібліотека України імені В. І. Вернадського (майже 15,8 млн одиниць зберігання)
- Харківська державна наукова бібліотека імені В. Г. Короленка (7 млн)
- Одеська національна наукова бібліотека (5 млн)
- Національна бібліотека України імені Ярослава Мудрого (4 млн)
- Дніпропетровська обласна універсальна наукова бібліотека імені Первоучителів слов'янських Кирила і Мефодія (2,7 млн)
- Черкаська обласна універсальна наукова бібліотека імені Тараса Шевченка (2,34 млн)
- Миколаївська обласна універсальна наукова бібліотека (1,9 млн)
- Запорізька обласна універсальна наукова бібліотека (1,484 млн)
- Херсонська обласна універсальна наукова бібліотека імені Олеся Гончара (1,2 млн)
- Вінницька обласна універсальна наукова бібліотека імені К. А. Тімірязєва (бл. 1 млн)
- Чернігівська обласна універсальна наукова бібліотека імені В. Г. Короленка (0,873 млн)
- Полтавська обласна універсальна наукова бібліотека імені Івана Котляревського (0,8 млн)
- Львівська обласна універсальна наукова бібліотека (0,68 млн)
- Волинська державна обласна універсальна наукова бібліотека імені Олени Пчілки (0,66 млн)
- Хмельницька обласна універсальна наукова бібліотека (0,65 млн)
- Чернівецька обласна універсальна наукова бібліотека імені Михайла Івасюка (0,6 млн)
- Сумська обласна універсальна наукова бібліотека (0,579 млн)
- Рівненська обласна універсальна наукова бібліотека (0,567 млн)
- Закарпатська обласна універсальна наукова бібліотека  (0,5 млн)
- Івано-Франківська обласна універсальна наукова бібліотека імені І. Франка (0,49 млн)

## Публічні бібліотеки інших країн
Найвідоміші бібліотеки світу:
- Бібліотека Конгресу (Вашингтон, США, 39 млн книг, 168 млн примірників[2])
- Британська бібліотека (Кемден, Велика Британія, 14 млн книг, 170 млн примірників[3])
- Національна бібліотека Франції (Париж, Франція, 14 млн книг, 30 млн примірників)
- Ватиканська бібліотека (Ватикан, 1 600 000 друкованих книг, 150 000 манускриптів, 8 300 інкунабул, більш 100 000 гравюр та географічних карт, 300 000 монет та медалей)